# C busz (Velence)
A velencei C jelzésű autóbusz a Lidón, a Piazza Santa Maria Elisabettáról indul a Piazzale La Fontaine-ig, bár reggelente körjáratban Lido belvárosában közlekedik. A viszonylatot az ACTV üzemelteti.

## Története
A C jelzésű autóbusz eredetileg a jelenlegi A-s busz útvonalán közlekedett. 1997 és 2002 között nem járt. 2002-ben indították újra, már majdnem a jelenlegi útvonalán. 2010-ben a nyári útvonal és a megállók nevei is megváltoztak. 2013-ban és 2014-ben is egy kicsit változtattak a megállókon, de maga az útvonal nagyon hasonló volt a maihoz.
A C járat története:
| Időszak     | Járat- szám | Megállók |
| ----------- | ----------- | --- |
| 1980 – 1997 | C           | Nyáron: Piazzale Santa Maria Elisabetta – Piazza Sant’Antonio – INCIS – Ca’ Bianca – Malamocco – Istituto San Camillo – Alberoni Centro – Faro Rocchetta |
| 1980 – 1997 | C           | Télen: Piazza Santa Maria Elisabetta – Piazza Sant’Antonio – INCIS – Ca’ Bianca – Malamocco – Istituto San Camillo – Alberoni Centro – Alberoni Stabilimento Bagni |
| 2002 – 2010 | C           | Nyáron: Piazza Santa Maria Elisabetta – San Nicolò – Hotel Buon Pesce – San Nicolò – Piazza Santa Maria Elisabetta – Hotel Des Bains – Piazzale Casinò – Via Colombo – Piazza Sant’Antonio – Piazza Santa Maria Elisabetta |
| 2002 – 2010 | C           | Télen: Piazza Santa Maria Elisabetta – Piazza Sant’Antonio – INCIS |
| 2010 – 2013 | C           | Nyáron: Piazza Santa Maria Elisabetta – Piazza Sant’Antonio – Via Colombo – Piazzale Casinò – Piazza Santa Maria Elisabetta |
| 2010 – 2013 | C           | Télen: Piazza Santa Maria Elisabetta – Piazza Sant’Antonio – Piazzale Torta – Piazzale La Fontaine |
| 2013 – 2014 | C           | 1. útvonal: Piazza Santa Maria Elisabetta – Piazza Sant’Antonio – Piazzale Torta – Via Parri |
| 2013 – 2014 | C           | 2. útvonal: Piazza Santa Maria Elisabetta – Piazza Sant’Antonio – Piazzale Torta – Piazza Sant’Antonio – Piazza Santa Maria Elisabetta |
| 2014 – ma   | C           | 1. útvonal: Piazza Santa Maria Elisabetta – Via Sandro Gallo, Scuola Pisani – Via Sandro Gallo, Incrocio via Bembo – Via Sandro Gallo, Piazza Sant’Antonio – Via Sandro Gallo, Piazzale Torta – Via Sandro Gallo, Incrocio via dei Giunta – Ca’ Bianca, Piazzale La Fontaine                                                                   |
| 2014 – ma   | C           | 2. útvonal: Piazza Santa Maria Elisabetta – Via Sandro Gallo, Scuola Pisani – Via Sandro Gallo, Incrocio via Bembo – Via Sandro Gallo, Piazza Sant’Antonio – Via Sandro Gallo, Piazzale Torta – Via Sandro Gallo, Piazza Sant’Antonio – Via Sandro Gallo, Incrocio via Bembo – Via Sandro Gallo, Scuola Pisani – Piazza Santa Maria Elisabetta |

## Útvonala
1.útvonal:
| Piazzale Santa Maria Elisabetta – Piazzale La Fontaine                      | Piazzale La Fontaine – Piazzale Santa Maria Elisabetta                      |
| --------------------------------------------------------------------------- | --------------------------------------------------------------------------- |
| - Piazzale Santa Maria Elisabetta - Via Sandro Gallo - Piazzale La Fontaine | - Piazzale La Fontaine - Via Sandro Gallo - Piazzale Santa Maria Elisabetta |

2. útvonal:
| Piazzale Santa Maria Elisabetta – Piazzale Torta – Piazzale Santa Maria Elisabetta                                         |
| --- |
| - Piazzale Santa Maria Elisabetta - Via Sandro Gallo - Piazzale Torta - Via Sandro Gallo - Piazzale Santa Maria Elisabetta |

## Megállóhelyei
| 1. útv. | 1. útv.    | 2. útv. | 2. útv.    | megállóhely neve                           | 1. útv. | 1. útv.    | átszállási kapcsolatok                                                                                      |
| sz.     | idő (perc) | sz.     | idő (perc) | megállóhely neve                           | sz.     | idő (perc) | átszállási kapcsolatok                                                                                      |
| ------- | ---------- | ------- | ---------- | ------------------------------------------ | ------- | ---------- | --- |
| 0       | 0          | 0       | 0          | Piazza Santa Maria Elisabetta              | 6       | 8          | 11, A, CA, CO, N, V; vízibuszok: 1, 2, 5.1, 5.2, 6, 8, 10, 14, 18, N, Alilaguna B, Alilaguna R, Alilaguna V |
| 1       | 1          | 1       | 1          | Via Sandro Gallo - Scuola Pisani           | 5       | 6          | A, CA, CO, N                                                                                                |
| 2       | 2          | 2       | 2          | Via Sandro Gallo - Incrocio via Bembo      | 4       | 5          | A, CA, CO, N                                                                                                |
| 3       | 4          | 3       | 4          | Via Sandro Gallo - Piazza Sant’Antonio     | 3       | 3          | A, CA, CO, N                                                                                                |
| 4       | 5          | 4       | 5 / 8      | Via Sandro Gallo - Piazzale Torta          | 2       | 2          | A, CA, CO, N                                                                                                |
| 5       | 6          | ∫       | ∫          | Via Sandro Gallo - Incrocio via dei Giunta | ∫       | ∫          | A, N, V |
| ∫       | ∫          | ∫       | ∫          | Via Sandro Gallo - Incrocio via Fuga       | 1       | 1          | A, N, V |
| 6       | 7          | ∫       | ∫          | Piazzale La Fontaine                       | 0       | 0          | V, 11 |
| -       | -          | 5       | 9          | Via Sandro Gallo - Piazza Sant’Antonio     | -       | -          | A, CA, CO, N                                                                                                |
| -       | -          | 6       | 11         | Via Sandro Gallo - Incrocio via Bembo      | -       | -          | A, CA, CO, N                                                                                                |
| -       | -          | 7       | 12         | Via Sandro Gallo - Scuola Pisani           | -       | -          | A, CA, CO, N                                                                                                |
| -       | -          | 8       | 13         | Piazza Santa Maria Elisabetta              | -       | -          | 11, A, CA, CO, N, V; vízibuszok: 1, 2, 5.1, 5.2, 6, 8, 10, 14, 18, N, Alilaguna B, Alilaguna R, Alilaguna V |

Megjegyzés: A dőlttel szedett járatszámok időszakos (nyári) járatokat jelölnek.